# Валь-ан-Вінь
Валь-ан-Вінь (фр. Val en Vignes) — муніципалітет у Франції, у регіоні Нова Аквітанія, департамент Де-Севр. Валь-ан-Вінь утворено 1 січня 2017 року шляхом злиття муніципалітетів Бує-Сен-Поль, Серсе i Массе. Адміністративним центром муніципалітету є Серсе. Населення — 2027 осіб (01.01.2021).